# Eubazus iterabilis
Eubazus iterabilis är en stekelart som beskrevs av Sergey A. Belokobylskij 1998. Eubazus iterabilis ingår i släktet Eubazus och familjen bracksteklar. Inga underarter finns listade i Catalogue of Life.